# Roselyn Sánchez

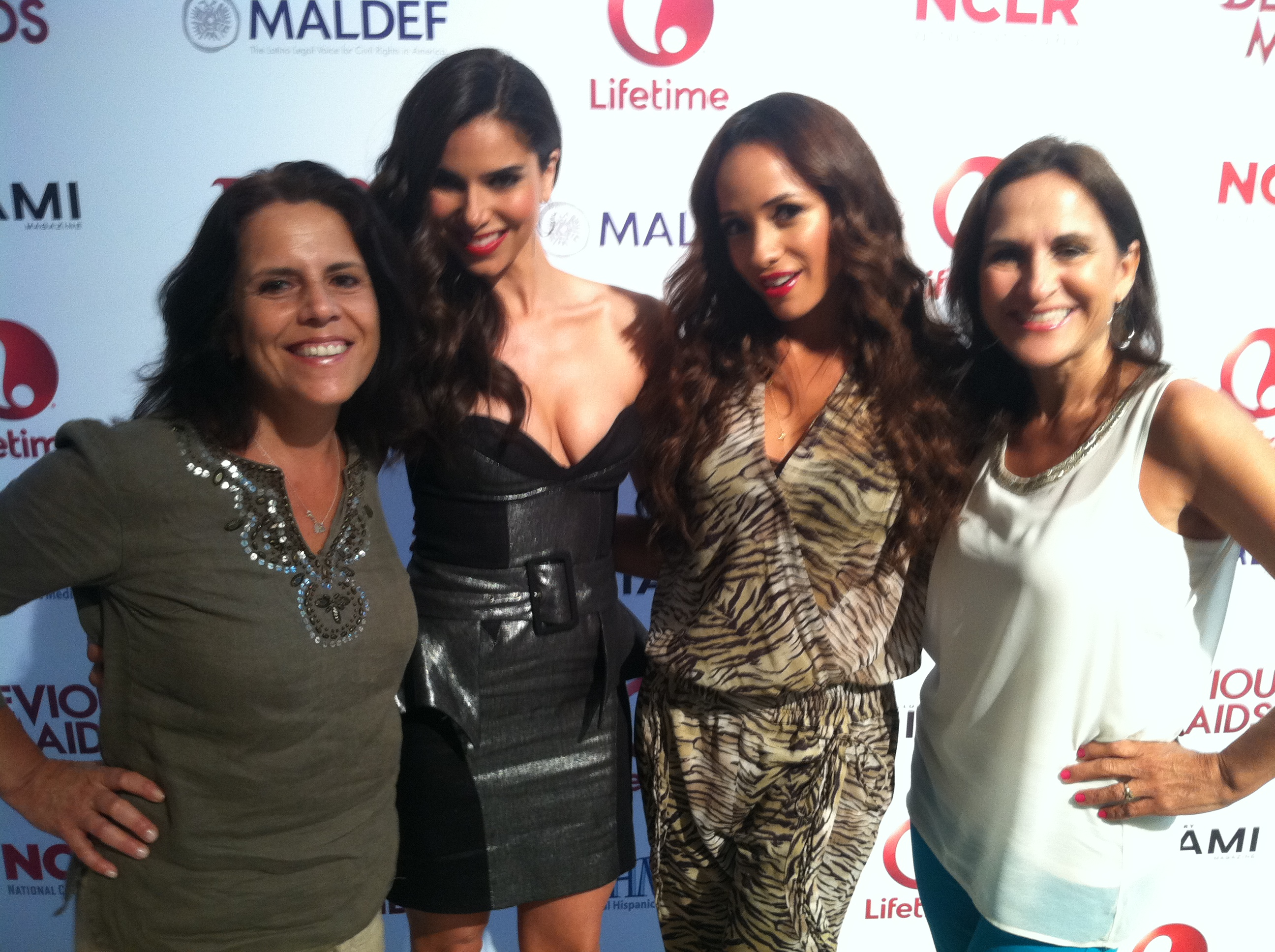
w środku, od lewej: Rosalyn Sanchez i Dania Ramirez (Miami 2013)

Roselyn Milagros Sánchez Rodríguez (ur. 2 kwietnia 1973 w San Juan) – portorykańska modelka i aktorka.

## Życiorys
Roselyn Sánchez urodziła się w San Juan. W wieku 19 lat zdobyła tytuł Miss Nastolatek Portoryko i Miss Nastolatek Ameryki.
W wieku 21 lat przeniosła się do Nowego Jorku pomimo tego, że nie znała angielskiego. Tam wystąpiła w dwóch hiszpańskojęzycznych musicalach, dostała rolę w operze mydlanej „As The World Turns”, napisała i wystawiła swoją sztukę „Out Here On My Own”. W 1997 roku dostała główną rolę w serialu „Fame L.A.”.

## Życie prywatne
W latach 1998–2001 była żoną Gary’ego Stretcha. Od 29 listopada 2008 była żoną Erica Wintera.

## Filmografia
| Filmy                                                       | Postać               | Seriale                                              | Postać                |
| ----------------------------------------------------------- | -------------------- | ---------------------------------------------------- | --------------------- |
| The Lost Gold of Khan (2011)                                | Sri                  | Pokojówki z Beverly Hills (Devious Maids, 2013–2016) | Carmen Luna           |
| Venus & Vegas (2010)                                        | Kristen              | Gotowe na wszystko (2012)                            | Carmen Verde          |
| Act of Valor (2010)                                         | Lisa Morales         | Bananowy doktor (2009)                               | Sofia Santos          |
| The Perfect Sleep (2009)                                    | Porphyria            | Kojak (2005)                                         | Carmen Warrick        |
| Plan gry (The Game Plan, 2007)                              | Monique Vasquez      | Obława (Dragnet, 2003–2004)                          | detektyw Elana Macias |
| Godziny szczytu 2 (Rush Hour 2, 2001)                       | Isabella Molina      | Nie ma jak u teściów (In-laws, 2002–2003)            | Dani                  |
| Yellow (2006)                                               | Amaryllis Campos     | Bez śladu (Without a Trace, 2002–2003)               | Elena Delgado         |
| Venus & Vegas (2006)                                        | Kristen              | Ryan Caulfield: Year One (1999)                      | Kim Veras             |
| Edison (2005)                                               | Maria                | Droga do sławy (Fame L.A., 1997–1998)                | Lili Arguelo          |
| Tajniak z klasą (Underclassman, 2005)                       | Karen Lopez          | As the World Turns (1996–1997)                       | Pilar Domingo         |
| Własność stanowa: Krew na ulicach (State Property II, 2005) | prawniczka           |                                                      |                       |
| Ryzykant (The Shooting Gallery, 2005)                       | Jezebel              |                                                      |                       |
| Cayo (2005)                                                 | młoda Julia          |                                                      |                       |
| Larceny (2004)                                              | Angela               |                                                      |                       |
| Sekcja 8. (Basic, 2003)                                     | Nunez                |                                                      |                       |
| Papi i dziewczyny (Chasing Papi, 2003)                      | Lorena               |                                                      |                       |
| Anioł (Angel, 2003)                                         | Emperatriz Rodriguez |                                                      |                       |
| Statek miłości (Boat Trip, 2002)                            | Gabriella            |                                                      |                       |
| Nocny łowca (Nightstalker, 2002)                            | Gabriella Martinez   |                                                      |                       |
| Godziny szczytu 2 (Rush Hour 2, 2001)                       | Isabella Molina      |                                                      |                       |
| Napad (Held Up, 1999)                                       | Trina                |                                                      |                       |
| Kapitan Ron (Captain Ron, 1992)                             | Island Girl          |                                                      |                       |
| Yellow (2006)                                               | (scenarzysta)        |                                                      |                       |